# 憂鬱は眠らない
「憂鬱は眠らない」（じょうねつはねむらない）は織田哲郎&大黒摩季のシングル。 1993年11月26日、BMGルームスから発売された。

## 解説
読売テレビ・日本テレビ系朝の連続ドラマ『のんの結婚』主題歌に起用された。本作発売後、織田はビーイング在籍時にオリジナル・アルバムをリリースせずコラボレーションという形ではあるが織田の制作サイドに大黒が参加した形となったため大黒のオリジナルアルバムにも未収録。後に『complete of 大黒摩季 at the BEING studio』に収録されるまで約10年間アルバム未収録となっていた。
カップリングの「とりあえずDrive My Car」は2021年6月現在もアルバム未収録である。二人が音楽番組などで本作を披露した事は無いがテレビ朝日系『NO.』などで2人が本作のジャケット写真撮影模様をビデオクリップとして使用した映像が公開されている。

## 収録曲
- 全作詞:大黒摩季／作曲･編曲:織田哲郎

1. 憂鬱は眠らない
2. とりあえずDrive My Car
3. 憂鬱は眠らない (オリジナル・カラオケ)

## 参加ミュージシャン
- 織田哲郎 - ギター、ベース、オルガン、パーカッション
- 大黒摩季 - ボーカル
  - 小田原豊 - ドラム
  - 勝田かず樹（DIMENSION） - サックス
  - 下神竜哉 - トランペット
  - 小林太 - トランペット
  - 野村裕之 - トロンボーン
    - Recorded & Mixed by 織田哲郎、三橋真理
    - Assisted by 斉藤信久（斉田才）
    - Recorded by T's STUDIO